# بگی هنز (کنارک)
بگی هنز یک روستا در ایران است که در استان سیستان و بلوچستان واقع شده‌است. بگی هنز ۸۳ نفر جمعیت دارد.